# Théâtre antique de Tarquimpol
Le théâtre antique de Tarquimpol est un édifice de spectacles construit dans la ville de Decempagi, aujourd'hui Tarquimpol dans le département français de la Moselle.
Révélé par la photographie aérienne en 1981, ce théâtre mesurant probablement 117 m de diamètre pouvait accueillir jusqu'à 16 000 personnes. Ses vestiges, ainsi que tous ceux du site archéologique de Tarquimpol, sont classés comme monuments historiques en 1930.

## Localisation

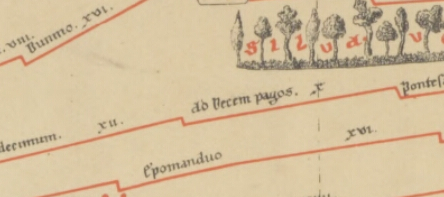
Decempagi sur la table de Peutinger.

Tarquimpol est dans l'Antiquité, sous le nom de Decempagi, une agglomération antique et ville-étape sur la voie romaine Metz-Strasbourg. À ce titre, elle est mentionnée sous l'appellation de ad Decem Pagos sur la table de Peutinger ; elle figure sous le nom de Decempagi sur l'itinéraire d'Antonin.
La ville antique se développe largement sous le village moderne, mais s'étend également, au nord de ce dernier, dans la presqu'île de l'étang de Lindre. Cette zone recèle un centre monumental qui comprend, outre le théâtre, un secteur urbanisé et organisé selon un plan orthogonal ainsi que peut-être un temple.

## Histoire
La chronologie du théâtre, construit sous le Haut-Empire romain, est inconnue. Il n'est en tout cas pas le premier édifice construit dans le secteur car sa cavea oblitère les maçonneries d'un bâtiment précédent, long d'une centaine de mètres et connu par trois murs parallèles terminés par une construction trapézoïdale. Sous le Bas-Empire (fin du IIIe ou début du IVe siècle), lorsque la ville se dote d'une enceinte, le théâtre se trouve hors de la zone protégée. Après son abandon, le théâtre est démantelé et ses pierres certainement remployées dans plusieurs édifices de la région.
Si le site antique de Tarquimpol est connu depuis le milieu du XVIIIe siècle grâce à Félix Le Royer de La Sauvagère et qu'il est assimilé à Decempagi par Jean-Louis Dugas de Beaulieu en 1843, ce n'est qu'en 1981 que la présence du théâtre est révélée par prospection aérienne.
L'ensemble du site antique est classé au titre des monuments historiques depuis le 16 février 1930, les parcelles recelant les vestiges du théâtre étant la propriété du conseil départemental de la Moselle.

## Description
Les données sur le théâtre ne reposent que sur l'interprétation des photos aériennes réalisées depuis les années 1980. Si, en 1982, le monument est considéré comme un amphithéâtre à cavea sans doute incomplète, il semble plus probable qu'il s'agisse d'un théâtre à arène.
La cavea affecte la forme d'un demi-cercle légèrement outrepassé de 117 m de diamètre, avec une orchestra dont le diamètre peut être estimé à 45 m environ. Au centre de cette arène, un espace de 30 m de diamètre (conistra) est peut-être aménagé pour les combats. La capacité du monument est estimée à 16 000 spectateurs, certainement bien supérieure à celle de l'agglomération.
Le théâtre est édifié en terrain plat ; il ne dispose d'aucun relief contre lequel appuyer ses gradins et toutes ses structures sont aériennes. Des murs annulaires et des murs rayonnants délimitent des caissons supportant la cavea, pour laquelle aucun vomitoire n'apparaît.